# Gabrielle Rains
Gabrielle Rains (* 12. August 1998) ist eine kanadische Diskuswerferin.

## Sportliche Laufbahn
Erste Erfahrungen bei internationalen Wettkämpfen sammelte Gabrielle Rains 2015 bei den Jugendweltmeisterschaften in Cali, bei denen sie mit 41,93 m in der Qualifikation ausschied, wie auch bei den U20-Weltmeisterschaften in Bydgoszcz im Jahr darauf mit 45,85 m. 2017 gewann sie bei den Panamerikanischen Juniorenmeisterschaften in Trujillo mit 53,06 m die Bronzemedaille. Zwei Jahre später gelangte sie bei der Sommer-Universiade in Neapel mit 55,74 m auf Rang vier.